# Franciszek z Waldeck
Franciszek z Waldeck (niem. Franz von Waldeck, ur. ok. 1491 prawdopodobie na zamku Sparenberg, zm. 15 lipca 1553 na zamku Wolbeck) – biskup Minden od 1530, biskup Osnabrücku i biskup Münsteru od 1533, pochodący z rodu hrabiów Waldeck.

## Życiorys
Franciszek był synem hrabiego Waldeck Filipa II i Katarzyny z Solms-Lich. Studiował w Erfurcie, gdzie w 1508 został wybrany rektorem uniwersytetu. Został kanonikiem katedralnym w Kolonii, Trewirze, Moguncji i Paderborn, a w 1523 prepozytem kapituły św. Aleksandra w Einbeck. Mniej więcej od tego czasu żył w związku z Anną Polmann z Einbeck, z którą miał ośmioro dzieci. W 1530 wybrano go na biskupa Minden (kontrkandydatem, który opanował większość księstwa, był syn księcia Brunszwiku-Wolfenbüttel Henryka II Młodszego, Filip Magnus (do porozumienia doszło dopiero w 1534), a w 1532 na biskupa Osnabrücku i biskupa Münsteru. W staraniach o te dwa ostatnie stanowiska pomogło mu wsparcie landgrafa Hesji Filipa. Mimo braku wyższych święceń na wszystkich tych stanowiskach zyskał zatwierdzenie papieskie i cesarskie; święcenia biskupie przyjął dopiero 1 stycznia 1541 (święcenia diakońskie i kapłańskie przyjął kilka dni wcześniej: 28 i 29 grudnia 1540).
W 1533 przyznał miastu Münster wolność wyznania, jednak gdy zaczęły rosnąć w siłę radykalne odłamy protestantów, próbował je powstrzymać. Gdy władzę w Münsterze w 1534 przejęła komuny anabaptystów, Franciszek na pomoc w jego odzyskaniu wezwał sejm Rzeszy. Energiczne działania biskupa przeciwko komunie wynikały z faktu, że w przeciwieństwie do luteran, anabaptyści nie uznawali jego książęcej władzy. Gdy miasto zostało w 1535 zdobyte, zostało rekatolicyzowane, mimo starań biskupa w celu przywrócenia wolności religijnej. Walka z anabaptystami spowodowała także poważne kłopoty finansowe biskupa. Sam biskup pod wpływem kontaktu z landgrafem Hesji Filipem zwrócił się do nauczania Marcina Lutra i na początku lat 40. podjął starania w celu zaprowadzenia reformacji w księstwach biskupich. Wysiłki te były też powiązane z zamiarem ożenku z Anną Polmann (rzekomo w tajemnicy ją poślubił w 1540) i zachowania jednego z zsekularyzowanych księstw biskupich dla swoich potomków.
Jego starania miały różny efekt. W księstwie münsterskim zostały one odrzucone przez stany księstwa. W Osnabrücku biskup we współpracy z miastem rozpoczął działania w celu przeprowadzenia reformacji. W Minden, gdzie luteranizm już wcześniej miał silną pozycję, prowadził mediację pomiędzy miastem i kapitułą katedralną. W 1542 wziął udział w ataku protestanckiego związku szmalkaldzkiego na księcia Brunszwiku-Wolfenbüttel Henryka II Młodszego. Jednak składane kilkakrotnie przezeń prośby o przyjęcie do związku zostały odrzucone. Podczas wojny szmalkaldzkiej w 1547 stany wymusiły na nim neutralność, a wojska cesarskie wkroczyły na jego ziemie. Utracił wówczas na rzecz hrabiów Oldenburga Delmenhorst (o który spór toczył się już od dawna), ukarany w ten sposób przez cesarza za brak wsparcia. Porażka protestantów w tej wojnie zmusiła Franciszka do wycofania się ze swych planów zaprowadzenia reformacji i odwołania w 1548 podjętych już w tym zakresie działań w biskupstwie Osnabrücku. Kapituła katedralna w Osnabrücku oskarżyła go o herezję przed papieżem, jednak bez skutku, bowiem broniła go kapituła katedralna z Münsteru podkreślająca jego zasługi w odzyskaniu miasta z rąk komuny anabaptystów. 
Wiosną 1553 księstwa biskupie zaatakował syn Henryka II Młodszego, Filip Magnus. Franciszek został zmuszony do zapłaty książętom brunszwickim odszkodowania oraz ustąpienia z biskupstwa Minden na rzecz innego syna Henryka II Młodszego, Juliusza. Wkrótce potem Franciszek zmarł, prawdopodobnie w wyniku udaru mózgu.